# Emperor (filme)
Emperor é um filme nipo-americano de 2012 sobre o pós-Segunda Guerra Mundial, dirigido por Peter Webber. Tommy Lee Jones e Matthew Fox estrelam em papéis principais.

## Sinopse
Ambientado durante a ocupação do Japão, o Brigadeiro General Bonner Fellers é encarregado pelo Comandante Supremo das Forças Aliadas, general de Exército Douglas MacArthur para investigar o papel do imperador Hiroíto na Segunda Guerra Mundial, a fim de determinar se ele deveria ser julgado como um criminoso de guerra.

## Elenco
- Tommy Lee Jones como General do Exército Douglas MacArthur
- Matthew Fox como General da Brigada Bonner Fellers
- Eriko Hatsune como Aya Shimada
- Toshiyuki Nishida como General Kajima
- Masatoshi Nakamura como o príncipe Fumimaro Konoe, o ex-primeiro-ministro
- Kaori Momoi como Mrs. Kajima
- Colin Moy como General Richter
- Masayoshi Haneda como Takahashi
- Takatarō Kataoka como Imperador Hiroíto
- Masatō Ibu como Kōichi Kido, Lord Keeper da Privey Seal
- Isao Natsuyagi como Teizaburō Sekiya, membro do Conselho Privado
- Shōhei Hino como General Hideki Tōjō, o ex-primeiro-ministro

## Produção
A fotografia principal começou em janeiro de 2012 na Nova Zelândia.

## Lançamento
O filme estreou no Festival Internacional de Cinema de Toronto de 2012 e teve um lançamento limitado nos Estados Unidos em 8 de março de 2013. Ambos Foster e Jones participaram de uma estréia no Japão, juntamente com vários atores e atrizes japoneses em 18 de julho de 2013 anterior à sua abertura nos cinemas em todo o país no Japão no dia 27 de julho.

## Recepção
O filme foi recebido com críticas principalmente negativas, tendo uma nota de 31% baseada em 86 análises no site Rotten Tomatoes, sob o consenso de que "Apesar da atuação forte de Tommy Lee Jones, Emperor faz muito pouco com sua paleta histórica fascinante, e ao invés disso se prende em um sub-enredo romântico clichê".